# Іото
Іото (яп. 硫黄島, офіційна назва — Іото, попередня назва — Іодзіма, «сірчаний острів»; англ. Iwo Jima) — острів вулканічного походження, найбільший з архіпелагу Кадзан. Є складовою села Оґасавара, Токіо, Японія. 

## Географія
Іото розташований у південній частині групи островів Оґасавара за 1250 км (650 морських миль) південніше Токіо. Найбільша протяжність острова з півночі на південь становить 8 км, а з заходу на схід — 4 км. Найвища точка — гора Сурібаті (169 м), згаслий вулкан.

### Клімат
Острів знаходиться у зоні, котра характеризується вологим тропічним кліматом. Найтепліший місяць — липень із середньою температурою 27.8 °C (82 °F). Найхолодніший місяць — січень, із середньою температурою 19.4 °С (67 °F).
| Клімат Іото             | Клімат Іото | Клімат Іото | Клімат Іото | Клімат Іото | Клімат Іото | Клімат Іото | Клімат Іото | Клімат Іото | Клімат Іото | Клімат Іото | Клімат Іото | Клімат Іото | Клімат Іото |
| Показник                | Січ.        | Лют.        | Бер.        | Квіт.       | Трав.       | Черв.       | Лип.        | Серп.       | Вер.        | Жовт.       | Лист.       | Груд.       | Рік         |
| Абсолютний максимум, °C | 26          | 26          | 27          | 29          | 34          | 32          | 32          | 32          | 32          | 31          | 30          | 28          | 34          |
| Середній максимум, °C   | 21          | 21          | 22          | 25          | 27          | 29          | 30          | 30          | 30          | 28          | 26          | 23          | 26          |
| Середня температура, °C | 19          | 19          | 20          | 22          | 25          | 27          | 27          | 27          | 27          | 26          | 24          | 21          | 24          |
| Середній мінімум, °C    | 17          | 17          | 18          | 20          | 23          | 25          | 25          | 25          | 25          | 24          | 22          | 20          | 22          |
| Абсолютний мінімум, °C  | 13          | 12          | 12          | 16          | 17          | 18          | 22          | 21          | 22          | 20          | 16          | 15          | 12          |
| Норма опадів, мм        | 70          | 70          | 40          | 100         | 110         | 90          | 170         | 160         | 110         | 160         | 120         | 110         | 1380        |
| Днів з дощем            | 5           | 4           | 3           | 6           | 6           | 6           | 9           | 9           | 7           | 8           | 8           | 7           | 82          |
| Вологість повітря, %    | 75          | 76          | 77          | 83          | 84          | 83          | 81          | 84          | 83          | 82          | 82          | 78          | 81          |
| ----------------------- | ----------- | ----------- | ----------- | ----------- | ----------- | ----------- | ----------- | ----------- | ----------- | ----------- | ----------- | ----------- | ----------- |
| Джерело: Weatherbase    |             |             |             |             |             |             |             |             |             |             |             |             |             |

## Історія
До червня 2007 року острів був відомий як Іодзіма.
Іото відомий завдяки битві, яка відбувалася на острові з лютого по березень 1945 року між військами Японії і США в часі війни на Тихому океані.
Сьогодні на острові знаходиться база Сил самооборони Японії і метеорологічна станція.
18 червня 2007 року за указом Інституту географії Японії Міністерства землі, інфраструктури і транспорту Японії острову Іодзіма була повернена стара назва Іото, яку він мав перед Другою світовою війною.